# Querfurt (adelssläkt)
Querfurt var en tysk uradlig (edelfrei) ätt, utslocknad i Tyskland 1496, härstammande från Saalekreis i nuvarande Sachsen-Anhalt. Ätten hade sitt säte vid Borg Querfurt.

## Historia

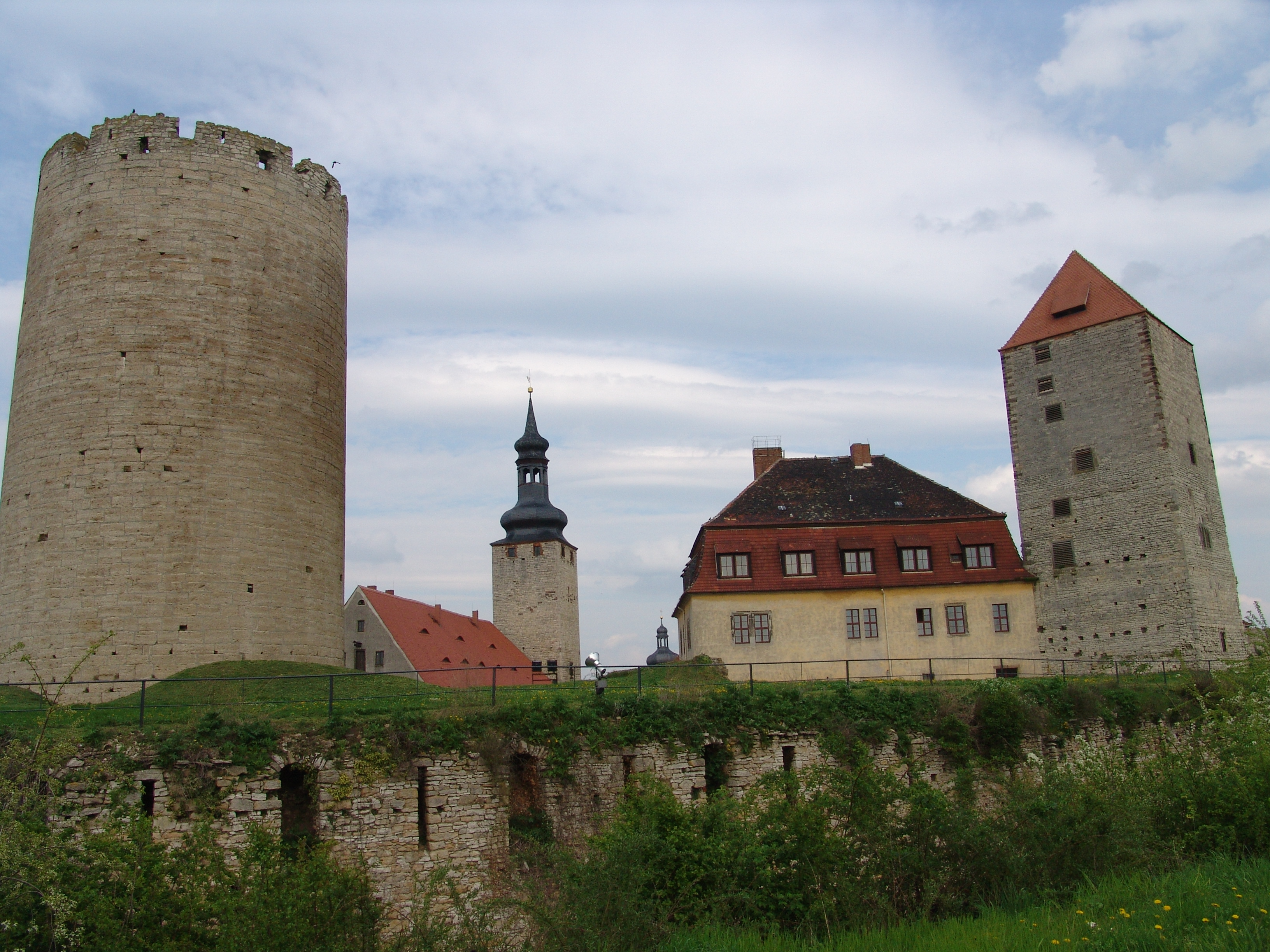
Slottet Querfurt

Den första dokumenterade släktmedlemmen var Bruno von Querfurt (omkring 974–1009). Den tysk-romerska kejsaren Lothar III härstammade från en av ättens tidiga förgreningar genom sin farmor Ida von Querfurt (omkring 1010–1060).  Även Grevarna von Mansfeld, adelsmännen i Schraplau och adelsmännen i Vitzenburg är avgreningar av Querfurt-ätten.
Under perioden 1136–1269 var män ur ätten Querfurt borggrevar i Magdeburg.
Ättens huvudlinje dog ut med Bruno XI år 1496. Namnet återfinns alltjämt på ofrälse grenar av släkten. En av dem var den tysk-österrikiska målaren August Querfurt (1676-1761). Släkten återfinns även i delar av Belgien och Nederländer, och emigrerade under sent 1500-tal till Norge och Sverige.

## Vapensköld

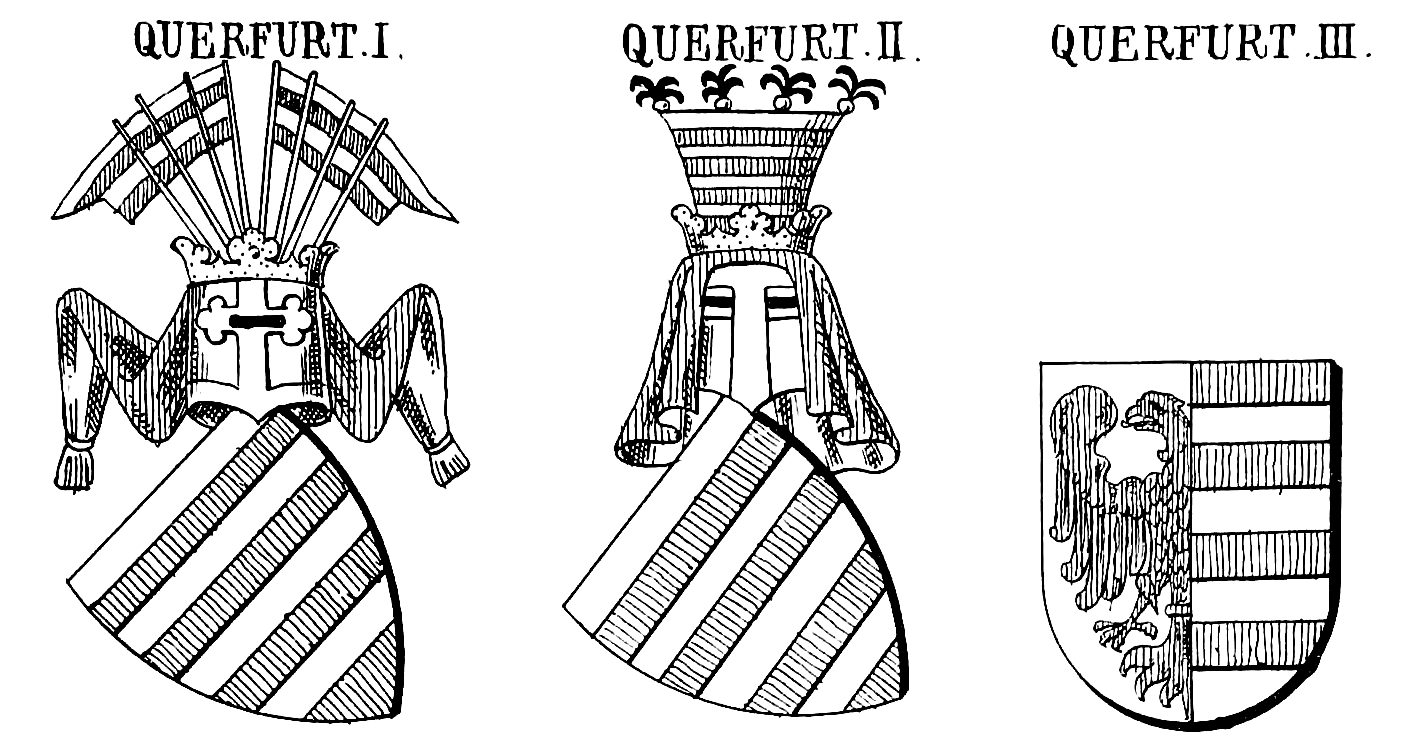
Olika versioner av ättens vapen

- Stamvapnet bar sju ränder i alternerande silver och rött. På den krönta hjälmen återfinns ett röd- och silverfärgat hjälmtäcke samt åtta gyllene stolpar med flaggor i samma färg som skölden, fladdrandes fyra till höger och fyra till vänster. [5]
- I senare versioner användes en annan hjälmdekoration: på den krönta hjälmen återfinns istället en skålformad skärmbräda dekorerad upptill med svarta tuppfjädrar.
- Vapenskölden för Querfurtska borggrevarna i Magdeburg är kluven med den vänstra halvan prydd av en halv röd örn mot silverfärgad bakgrund och den högre med sju ränder i röd och silver på den högra.

## Framstående medlemmar
- Bruno von Querfurt (född omkring 974, död 1009), tyskt helgon. Även känd som den andre kristna aposteln och Bonifatius.
- Konrad von Querfurt (död 1142), ärkebiskop av Magdeburg (1134–1142)
- Konrad von Querfurt (död 1202), furstbiskop av Hildesheim (1194-1199) och furstbiskop av Würzburg (1198-1202)
- Siegfried II von Querfurt, furstbiskop av Hildesheim (1279–1310)
- Gebhard XIV von Querfurt, herre av Querfurt (1356–1383)
- Albrecht IV von Querfurt, ärkebiskop av Magdeburg (1383—1403)